# Russische Baureihe І
Die Dampflokomotiven der russischen Baureihe І waren eine Serie von russischen Personenzug-Dampflokomotiven der Bauart Mallet. Als Besonderheit gilt bei ihnen, dass einige Lokomotiven als Verbundlokomotive, einige mit einfacher Dampfdehnung nach der Bauform Mallet gefertigt wurden. Sie wurden in der Zeit von 1903 bis 1909 gefertigt. Die Maschinen erreichten ein relativ hohes Alter; einige Lokomotiven wurden bis zu 50 Jahre alt.

## Historie

### Technische Beschreibung
1903 übergab die Mittelsibirische Eisenbahnverwaltung der Lokomotivfabrik Kolomna einen Auftrag über die Lieferung einer Dampflok nach dem System Mallet und der Achsfolge (1B)' B. Die Dampflokomotive war für den Dienst auf gebirgigen Abschnitten vorherbestimmt, sie sollte auf einer Steigung von 15 ‰ einen Zug mit einer Masse von 300 t mit einer Geschwindigkeit von 27 km/h befördern. Auf einer Steigung von 10 ‰ sollten 480 t mit derselben Geschwindigkeit befördert werden. Der Typ (1B)' B und die Bauform Mallet waren auf Grund der Verringerung des Achsdruckes (zu der Zeit hatte die Eisenbahngesellschaft nur einen schwachen Oberbau) und gleichfalls für die bessere Kurvenläufigkeit bei den kurvenreichen Bergstrecken der Gesellschaft ausgewählt worden.

### Produktion
Die Dampfloks mit der ursprünglichen Bezeichnung BK wurden im selben Jahr ausgeliefert, wobei die erste Dampflok dieser Serie (die BK.501) die 3000. gebaute Lokomotive der Lokomotivfabrik Kolomna war. Bei den Dampfloks wurde die Dampfmaschine nach dem System Compound mit Zylinderdurchmessern von 650 mm für den Niederdruckbereich und 420 mm für den Hochdruckbereich ausgewählt. Die Verdampfungsfläche des Kessels betrug 175,8 m², die Rostfläche 2,61 m², der Kesseldruck betrug 12 bar. 1903 wurden insgesamt fünf Dampflokomotiven mit den Nummern 501 und 503–506 ausgeliefert. Die Maschinen mit den entsprechenden Parametern galten als die Werkstype 84. Gleichfalls wurden im Jahr 1903 vier Lokomotiven der Werkstype 85 ausgeliefert, die sich von denen der Werkstype 84 durch die Parameter des Kessels unterschieden (die Verdampfungsfläche wurde gesteigert auf 186,4 m², der Kesseldruck wurde gesenkt auf 11 bar). Gleichfalls wurde bei dieser Werkstype eine einfache Dampfmaschine mit Durchmessern aller Zylinder von 420 mm verwendet.
Von 1904 an begann die Lokomotivfabrik Kolomna die Werkstype 98 zu bauen, welche ähnliche Parameter wie die Werkstype 84 besaß. 1904 wurden hergestellt 28 Einheiten (Nr. 510–537), 1907 20 Einheiten (Nr. 538–557), 1908 17 Einheiten (Nr. 558–574) und 1909 die letzten 38 Einheiten (Nr. 575–612). Alle Lokomotiven der Werkstype 98 hatten wieder eine Verbunddampfmaschine. Bei den Lokomotiven mit den Nummern 558–588 wurde die Rostfläche auf 2,76 m² und die Verdampfungsfläche auf 176,2 m² vergrößert. Insgesamt wurden 112 Dampfloks der Serie BK hergestellt, welche 1912 die Bezeichnung Russische Baureihe І erhielt. Gleichzeitig mit dieser Umbezeichnung wurden die Ordnungsnummern um 100 erhöht.

## Schicksal der Serie
Bei den Dampflokomotiven der Russischen Baureihe І war der Brennstoffverbrauch wesentlich höher als bei gleich großen Lokomotiven mit einfacher Dampfdehnung und festem Rahmen. Das war auch schon bei der Russischen Baureihe Ѳ beobachtet worden und ein Zugeständnis an die Bauform Mallet. Die Anwendung der einfachen Dampfmaschine bei der Reihe brachte nur eine kompliziertere Instandhaltung der Dampfmaschine mit sich. Die Hochdruckzylinder in dem Drehgestellbereich waren komplizierter zu beherrschen als bei der Verbundmaschine. Deshalb wurde schon mit der Werkstype 98 zu der Verbundmaschine übergegangen.
Durch die Verstärkung des Oberbaus konnte auf einfachere Lokomotiven übergegangen werden, so dass ab der zweiten Hälfte der 1920er- und ab den 1930er-Jahren die Lokomotiven von dem Betriebsdienst entfernt und aus den Inventarlisten gestrichen wurden. Anfang 1940 zählten noch fünf Lokomotiven der Russischen Baureihe І bei den Krasnojarskaja schelesnaja doroga zu den betriebsfähigen Lokomotiven, 1954 wurde die letzte Dampflok dieser Serie aus den Inventarlisten gestrichen, die I.643 (bei der handelte es sich um die ehemalige BK.543).